# Amlabad
Amlabad è una suddivisione dell'India, classificata come census town, di 4.723 abitanti, situata nel distretto di Bokaro, nello stato federato del Jharkhand. In base al numero di abitanti la città rientra nella classe VI (meno di 5.000 persone).

## Geografia fisica
La città è situata a 23° 41' 03 N e 86° 22' 26 E.

## Società

### Evoluzione demografica
Al censimento del 2001 la popolazione di Amlabad assommava a 4.723 persone, delle quali 2.612 maschi e 2.111 femmine. I bambini di età inferiore o uguale ai sei anni assommavano a 614, dei quali 322 maschi e 292 femmine. Infine, coloro che erano in grado di saper almeno leggere e scrivere erano 3.113, dei quali 1.989 maschi e 1.124 femmine.